# 알제리 요리

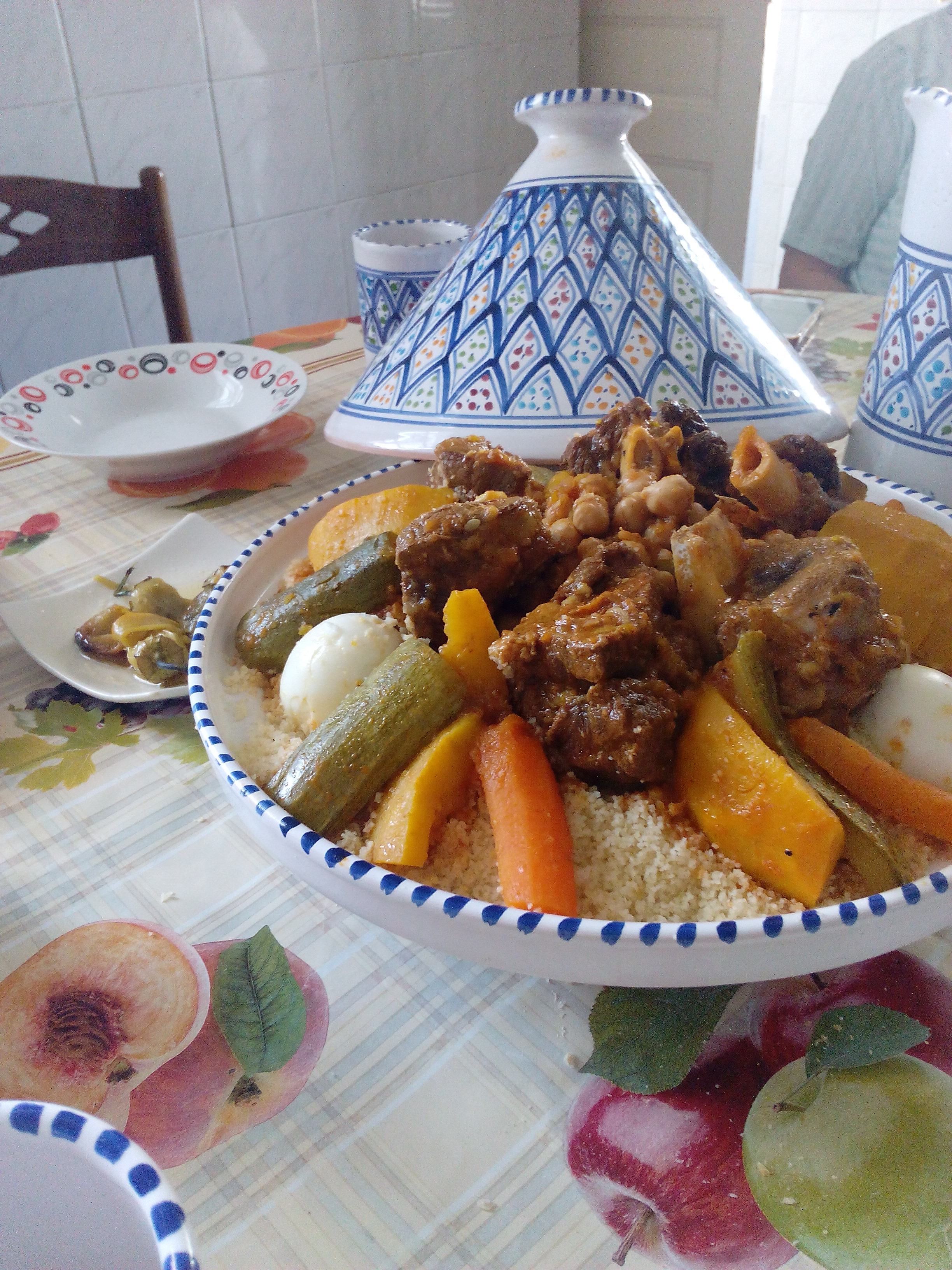
쿠스쿠스

알제리 요리(Algérie 料理, 아랍어: مطبخ جزائري 마트바크 자자이리이[*])는 북아프리카 마그레브 지역에 있는 알제리의 요리이다. 알제리가 수세기에 걸쳐 다른 문화 및 국가와 교류하면서 영향을 받았다.
알제리의 음식은 지역과 계절에 따라 다양한 식재료를 제공하지만 야채와 곡물이 핵심 재료이다. 알제리 음식 대부분은 빵, 고기 (양고기, 소고기 또는 가금류), 올리브유, 야채 및 신선한 허브를 중심으로 한다. 야채는 종종 샐러드, 수프, 타진, 쿠스쿠스, 여러 소스 기반 음식에 사용된다. 사용 가능한 모든 알제리 전통 음식 중에서 가장 유명한 것은 쿠스쿠스이며 국가를 대표하는 음식으로 인정된다.

## 음식

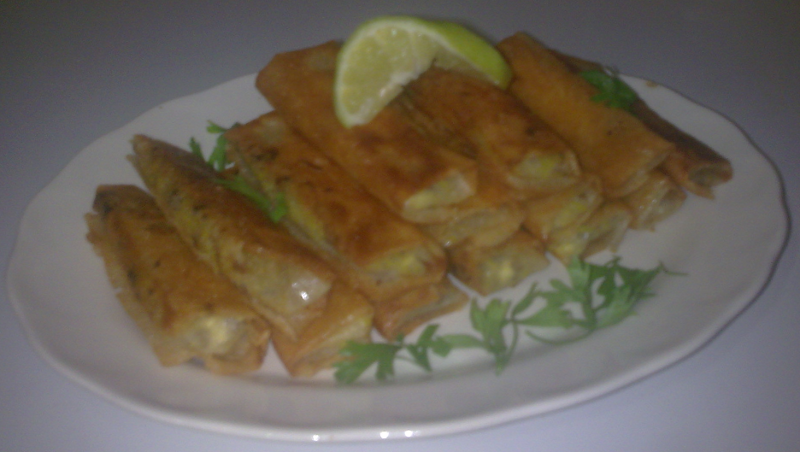

알제리 음식에서 가장 보편적인 식재료는 쿠스쿠스이다. 틀렘센의 특산품인 샤크슈카, 카란티타, 마르카 벨라셀, 차흐추하와 같은 다른 음식과 함께 제공된다. 인기 있는 알제리 고기는 베르베르 원주민 소시지인 미르까즈이다.

## 같이 보기
- 마그레브 요리
- 아랍 요리
- 지중해 요리